# Glejcheniowate
Glejcheniowate (Gleicheniaceae ) – rodzina paproci z rzędu glejcheniowców (Gleicheniales). W obrębie rodziny wyróżnia się 6 rodzajów z ponad 150 gatunkami występującymi współcześnie. Dwa rodzaje wymarłe z tej rodziny to Gleichenites i Oligocarpa.

## Systematyka
Pozycja w systemie Smitha i in. (2006) oraz PPG I (2016)
Rodzina bazalna w obrębie rzędu glejcheniowców (Gleicheniales).
|  | Gleicheniaceae – glejcheniowate                               |
|  |                                                               |
|  | \| \| Dipteridaceae \| \| \| \| \| \| Matoniaceae \| \| \| \| |
|  |                                                               |
|  | Dipteridaceae                                                 |
|  |                                                               |
|  | Matoniaceae                                                   |
|  |                                                               |

|  | Dipteridaceae |
|  |               |
|  | Matoniaceae   |
|  |               |

|  | Gleicheniaceae – glejcheniowate                               |
|  |                                                               |
|  | \| \| Dipteridaceae \| \| \| \| \| \| Matoniaceae \| \| \| \| |
|  |                                                               |
|  | Dipteridaceae                                                 |
|  |                                                               |
|  | Matoniaceae                                                   |
|  |                                                               |

|  | Dipteridaceae |
|  |               |
|  | Matoniaceae   |
|  |               |

Rodzaje
- Dicranopteris Bernh.
- Diplopterygium (Diels) Nakai
- Gleichenella Ching
- Gleichenia Sm.
- Sticherus C. Presl
- Stromatopteris Mett.